# 栗原景太郎
栗原 景太郎（くりはら けいたろう、1942年〈昭和17年〉3月18日 - ）は、日本の海洋冒険家。東京都出身。

## 経歴
1961年（昭和36年）4月、神戸商船大学航海学科に入学、ヨット部に入部。次第にヨットでの世界一周航海を夢見るようになった。
1962年（昭和37年）8月、堀江謙一が日本初の小型ヨット単独無寄港太平洋横断に成功したとのニュースを聞き、世界一周航海をより現実的に考えるようになった。
1965年（昭和40年）9月、大学卒業。
1966年（昭和41年）2月、川崎汽船に入社。ヨット世界一周航海を実現するため、2年後に退職。
1969年（昭和44年）5月5日、神奈川県藤沢市の江ノ島ヨットハーバーから小型ヨット「白鴎（はくおう）」で西回り世界一周に出航した。乗員は、栗原景太郎（艇長）、武田治郎、白瀬京子（白瀬矗の弟の孫）の3人。
喜望峰、マゼラン海峡を経て、翌1970年（昭和45年）8月22日、神奈川県三浦市三崎の三崎漁港に入港、日本人として初の小型ヨット世界一周航海を達成した。
2023年には宇宙・地球・生命研究所でのイベント講師を務めるなど、近年も精力的に活動している。

## 世界一周の航海記録[7]
1969年（昭和44年）
- 5月5日13:45 神奈川県藤沢市江の島／江ノ島ヨットハーバー 発
- 5月12日　東京都小笠原諸島／父島 着
- 5月16日　父島 発
- 5月30日　マリアナ諸島／グアム島 着
- 6月4日　グアム島 発
- 6月8日　ミクロネシア／ヤップ島 着
- 6月10日　ヤップ島 発
- 6月22日　赤道を通過
- 7月1日　小スンダ列島東端／チモール島 着
- 7月4日　チモール島 発
- 7月11日　インドネシア共和国／バリ島 着
- 7月15日　バリ島 発
- 7月20日　インド洋のクリスマス島 着
- 7月24日　クリスマス島 発
- 8月17日　モーリシャス島ポートルイス 着
- 8月26日　ポートルイス 発
- 9月9日　南アフリカ共和国／ダーバン 着
- 9月23日　ダーバン 発
- 9月28日　南アフリカ共和国／ポートエリザベス 着
- 9月29日　ポートエリザベス 発
- 9月30日　アガラス岬（アフリカ大陸最南端）沖を通過
- 10月2日　喜望峰沖を通過
- 10月3日　南アフリカ共和国／ケープタウン 着
- 10月17日　ケープタウン 発
- 10月31日　南大西洋のセントヘレナ島 着
- 11月3日　セントヘレナ島 発
- 11月25日　ブラジル／リオデジャネイロ 着

1970年（昭和45年）
- 1月2日　リオデジャネイロ 発 - 同乗者1人乗船。
- 1月4日　ブラジル／サントス 着 - 同乗者1人下船。
- 1月14日　サントス 発
- 1月23日　アルゼンチン／ブエノスアイレス 着 - 白瀬京子が下船、チリのバルパライソへ陸路で向かう。
- 2月14日　ブエノスアイレス 発 - 栗原景太郎、武田治郎の2人で出港する（バルパライソまで2人だけの航海となる。）。
- 2月27日　アルゼンチン／プエルトデセアド 着
- 3月3日　プエルトデセアド 発
- 3月6日　ビルへネス岬（処女岬）沖を通過、マゼラン海峡に入る。
- 3月9日　チリ／プンタアレナス 着
- 3月18日　プンタアレナス 発
- 3月19日　フロワード岬（南アメリカ大陸最南端）沖を通過
- 3月26日　マゼラン海峡を抜け、パタゴニア水道に入る。
- 4月10日　パタゴニア水道を抜ける。
- 4月16日　チリ／タルカワノ 着
- 同日　タルカワノ 発
- 4月18日　チリ／バルパライソ 着
- 5月8日　バルパライソ 発 - 白瀬京子が再乗船、再び3人で出港する。
- 5月21日　ペルー／カヤオ 着
- 5月29日　カヤオ 発
- 6月20日　赤道を通過
- 7月13日　ハワイ州ハワイ島沖を通過
- 7月14日　同州オアフ島沖を通過
- 7月25日　日付変更線を通過
- 8月20日　八丈島を通過
- 8月22日01:30 神奈川県三浦市三崎／三崎漁港 着[注 3] - 世界一周航海を達成する。
- 同日　三崎漁港 発
- 同日　神奈川県藤沢市江の島／江ノ島ヨットハーバー 着

航海日数 : 475日
航海距離 : 28,557海里（52,888km）- 三崎漁港まで。
注）ディレクション・ファインダー（電波方向探知機）、無線機ともに搭載していなかった。

## ヨット「白鴎」の主要目[8]
- 船型 : スループ
- 全長 : 7.49m
- 水線長 : 5.85m
- 幅 : 2.50m
- 喫水 : 1.10m
- メインセイル : 12.3m2（2枚）
- ゼノアジブ : 15.2m2
- レギュラージブ : 10.1m2（2枚）
- ストームジブ : 5.1m2と4.0m2
- トライセイル : 1枚
- スピンネーカー : 1枚
- 機関 : ディーゼルエンジン（8馬力）
- 設計 : 横山造船設計事務所[代表 : 横山晃]（横浜市）
- 建造 : 奥村ボート製作所（姫路市）
- 進水 : 1969年（昭和44年）2月10日

## 著書

### 単著
- 『白鴎号航海記』文藝春秋、1970年12月1日。OCLC 703830494。全国書誌番号:73009459。
- 『日本のヨット世界の海を行く : 白鴎号の航海記録』ポプラ社〈人類の記録シリーズ 7〉、1971年7月30日。OCLC 672647554。全国書誌番号:45003053。 - 小学上級〜中学生向。
- 『新版 白鴎号航海記』マリン企画、1991年3月1日。ISBN 4895122166。

### 共著
- 堀江謙一、牛島龍介、石濱恒夫との共著『ヨットとかもめ : 三人のヨットマンと一人の詩人』文研出版〈Bunken sinsyo〉、1973年。OCLC 673676338。全国書誌番号:73006970。

## 関連書籍
- フェニックス60の会 編『還暦の風景 : 60歳からの生れ直し』フェニックス60の会/出版、海文堂出版/発売、2003年9月。ISBN 4303990604。
- 吉村卓三『一流になる人はここが違う! : 吉村卓三と37人の達人たち』日新報道、2015年3月3日。ISBN 9784817407849。[注 4]